# ريان ماكورد
ريان ماكورد (بالإنجليزية: Ryan McCord)‏ هو لاعب كرة قدم بريطاني في مركز الوسط، ولد في 21 مارس 1989 في دندي في المملكة المتحدة. شارك مع منتخب اسكتلندا تحت 19 سنة لكرة القدم. أما مع النوادي، فقد لعب مع دندي يونايتد وريث روفرز ونادي ألوا أثليتيك ونادي ستيرلينغ ألبيون.

## وصلات خارجية
- ريان ماكورد على موقع الاتحاد الإسكتلندي (الإنجليزية)
- ريان ماكورد على موقع قاعدة بيانات كرة القدم.إي يو (الإنجليزية)
- ريان ماكورد على موقع Soccerbase.com (لاعب) (الإنجليزية)
- ريان ماكورد على موقع Soccerway.com (الإنجليزية)